# Hits! The Very Best of Erasure
Pour les articles homonymes, voir Hits.
Albums de Erasure
Sanctuary: The EIS Christmas Concert 2002
(2003) Hits! The Videos
(2003)
Singles
1. Oh L'Amour (remixes 2003)
Sortie : 2003

Hits! The Very Best of Erasure est la seconde compilation du groupe Erasure, sortie le 28 octobre 2003, offrant une sélection parmi les singles des dix premiers albums du groupe de 1986 à 2003 : Wonderland, The Circus, The Innocents, Wild!, Chorus, I Say I Say I Say, Erasure, Cowboy, Loveboat et Other People's Songs. 
Cette compilation se décline en deux éditions :
- une édition standard en simple CD qui contient 19 hits du groupe en version single, présentés de façon chronologique.
- une édition limitée sous forme de coffret cartonné qui inclut :

1. le CD de l'édition classique.
2. un second CD enchaînant sous la forme d'un megamix plusieurs remixes parus tout au long la carrière du groupe.

La pochette et le livret réutilisent des éléments visuels tirés des pochettes de deux anciens singles d'Erasure (Heavenly Action et Crackers International) disposés en fractales.

## Historique
L'édition initiale paraît le 28 octobre 2003 et, le 5 décembre 2003, la compilation est certifiée « Disque d'or » au Royaume-Uni.
Le double-DVD Hits! The Videos, le pendant visuel de cette compilation, paraît simultanément avec un contenu beaucoup plus abondant que la version CD puisque le premier DVD comporte 35 vidéo-clips et le second, de nombreux suppléments.
Le 29 octobre 2007, une réédition en packaging « deluxe » de cette compilation paraît. Cette réédition, en nombre limité, inclut les deux CD accompagnés du premier DVD du coffret Hits! The Videos.
En février 2009, Hits! The Very Best of Erasure est rendue obsolète par la parution d'une nouvelle compilation double-CD plus complète : Total Pop! The First 40 Hits. En revanche, le DVD Hits! The Videos garde toute sa pertinence dans la mesure où il demeure le seul support numérique à proposer les vidéo-clips du groupe.
La compilation Hits! The Very Best of Erasure est finalement certifiée « Disque de platine » au Royaume-Uni en 2013, soit dix ans après sa sortie.

## Classement parmi les ventes d'albums
| Pays               | Meilleure position |
| ------------------ | ------------------ |
| Royaume-Uni        | 15                 |
| République tchèque | 50                 |
| Allemagne          | 54                 |

## Ventes
chiffres non connus

## Détail des plages
La première version de la compilation contient les vingt pistes suivantes
| 1.  | Oh L'Amour              | 3:09 |
| 2.  | Sometimes               | 3:39 |
| 3.  | Victim Of Love          | 3:41 |
| 4.  | Ship Of Fools           | 4:01 |
| 5.  | Chains Of Love          | 3:43 |
| 6.  | A Little Respect        | 3:31 |
| 7.  | Stop!                   | 2:55 |
| 8.  | Blue Savannah           | 4:18 |
| 9.  | Chorus                  | 4:29 |
| 10. | Love To Hate You        | 3:57 |
| 11. | Breathe Of Life         | 3:56 |
| 12. | Lay All Your Love On Me | 4:43 |
| 13. | Take A Chance On Me     | 3:45 |
| 14. | Voulez Vouz             | 5:29 |
| 15. | Always                  | 4:01 |
| 16. | Stay With Me            | 4:42 |
| 17. | In My Arms              | 3:27 |
| 18. | Freedom                 | 2:53 |
| 19. | Solsbury Hill           | 4:20 |
| 20. | Oh L'Amour (August Mix) | 3:08 |

Le second CD, disponible dans la version « de luxe », comporte un « Erasuremegamix » de 73 minutes, assemblé par Mark Towns à partir de d'extraits de remixs d'époque. Les versions intégrales de ces remixs figurent sur les maxi-singles parus initialement (voir la liste des singles), ainsi que sur les coffrets « Erasure Box Set » volumes 1, 2, 3 et 4.